# Iglesia de San Pedro (Canet de Berenguer)
La iglesia parroquial de San Pedro Apóstol es una iglesia católica situada en el municipio de Canet de Berenguer. Fue catalogada como Bien de Relevancia Local el 11 de junio de 1998.

## Historia
Aunque el edificio actual se construyó en el siglo XVIII (entre 1747 y 1762), el origen del templo sería más antiguo, posiblemente del siglo XIV. Según el testamento de Francesc Berenguer, primer barón de Canet, la iglesia ya existiría en 1420. En los escritos conservados el barón revela su voluntad de querer ser enterrado en el interior del templo de su señorío: 
"For de alma observando llegexch la sepultura de mi cuerpo fahedora en la sglésia de dedo lloch de Canet, según es costumbre de caballeros...e señaladamente la dicha sepultura ab espada, peto, escudo, sobrebesta ab sobresenyals de trapo de oro...".
Durante la Edad Media era común que los soterramientos se realizaran en los alrededores o interior de las iglesias. Tanto la documentación escrita como los huesos encontrados en el terreno situarían el antiguo cementerio de Canet en la parte sur del templo (actual “Trinquete”), el patio y corral del rector. Este cementerio estaría en funcionamiento hasta el 1852, cuando se construyó el cementerio actual (“Campo Santo”), y en la Segunda República se convertiría en el cementerio municipal: "Se acuerda unir los cementerios católico y civil, quitando la pared que los separa en virtud de lo ordenado, quedando uno solo que se denominará Cementerio Municipal" (Acta plenaria del 19 de febrero de 1932).

## Descripción
El edificio actual estaría construido bajo las características del estilo barroco. La fachada de color salmón de la iglesia está dividida en tres cuerpos. En el inferior se encuentra la puerta enmarcada por pilastras dóricas sobre las cuales descansa el entablamento liso y una cornisa denticulada. El segundo cuerpo destaca por su hornacina con la imagen de San Pedro flanqueada por pilastras dóricas y un arco curvilíneo. La fachada se remata con un hastial decorado por tres pináculos. El campanario anexo es de planta cuadrada con saeteras.
El interior la iglesia consta de una sola nave cubierta por bóveda de cañón e iluminada por lunetos. La nave está flanqueada por capillas laterales comunicadas entre sí y separadas por contrafuertes. A la altura del presbiterio, en la parte sur, se sitúa la capilla de la Virgen Contra las Fiebres, de planta de cruz griega. Destaca el retablo de la Virgen de estilo bizantino, posiblemente obra de uno de los numerosos talleres italianos del siglo XVI.

## Reformas
En 1936 un incendio destruyó todas las imágenes, altares y mobiliario de la iglesia, a excepción del retablo de la Virgen Contra las Fiebres. Tras la Guerra Civil tanto el interior de la iglesia como el campanario fueron reformados, conservándose solo las picas y azulejos del antiguo Via Crucis.
Además, durante la Guerra Civil el campanario fue desmochado para impedir su uso militar.
En 2021 se inició un proyecto para la reforma del campanario y fachada de la iglesia con los arquitectos Paco Ribelles y Silvia Estival como encargados del proyecto. Durante el estudio del edificio se descubrieron grafitis del siglo XVIII que muestran figuras de barcos que las familias de los marineros realizaban para pedir protección a la patrona. Junto a estos también se han hallado elementos arquitectónicos de época romana y medieval.
Ese mismo año 2021 se recibieron las nuevas campanas donadas anónimamente y en 2022 se retiraron las antiguas. Durante el proceso de revisión del proyecto de reforma, trámite que se prolongó hasta 2024, las campanas nuevas se encontraban expuestas en el interior de la iglesia.
Con un presupuesto de alrededor de 400 000 euros, los cuales fueron aportados anónimamente por una familia benefactora, La reforma de los años 2020 tenía se dividía en dos fases. Una primera era de consolidación de la fachada y cornisas para evitar los riesgos de desprendimiento. La segunda sería para devolver al campanario el aspecto que tenía anteriormente a la guerra civil.

## Galería

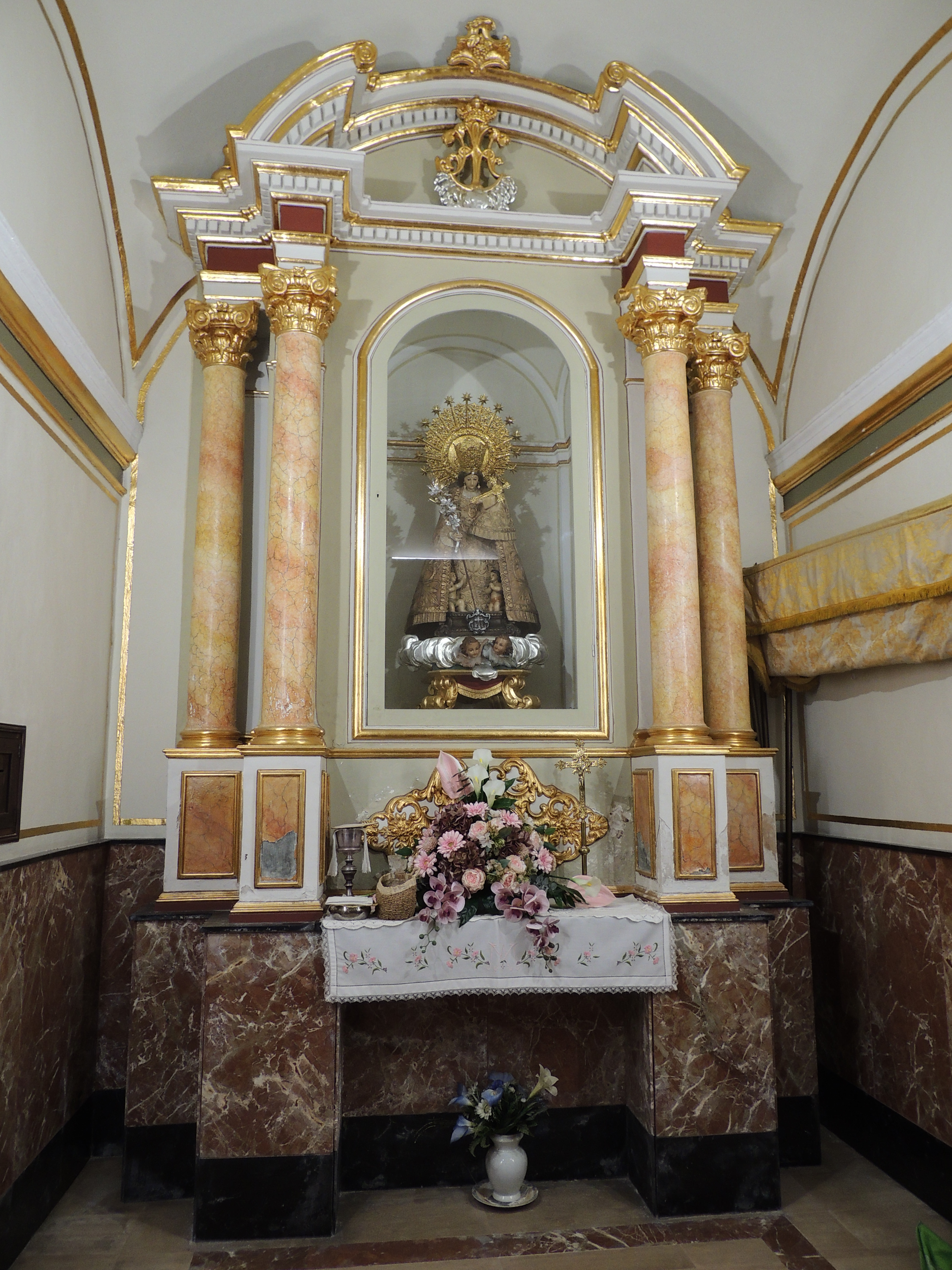
Capilla lateral
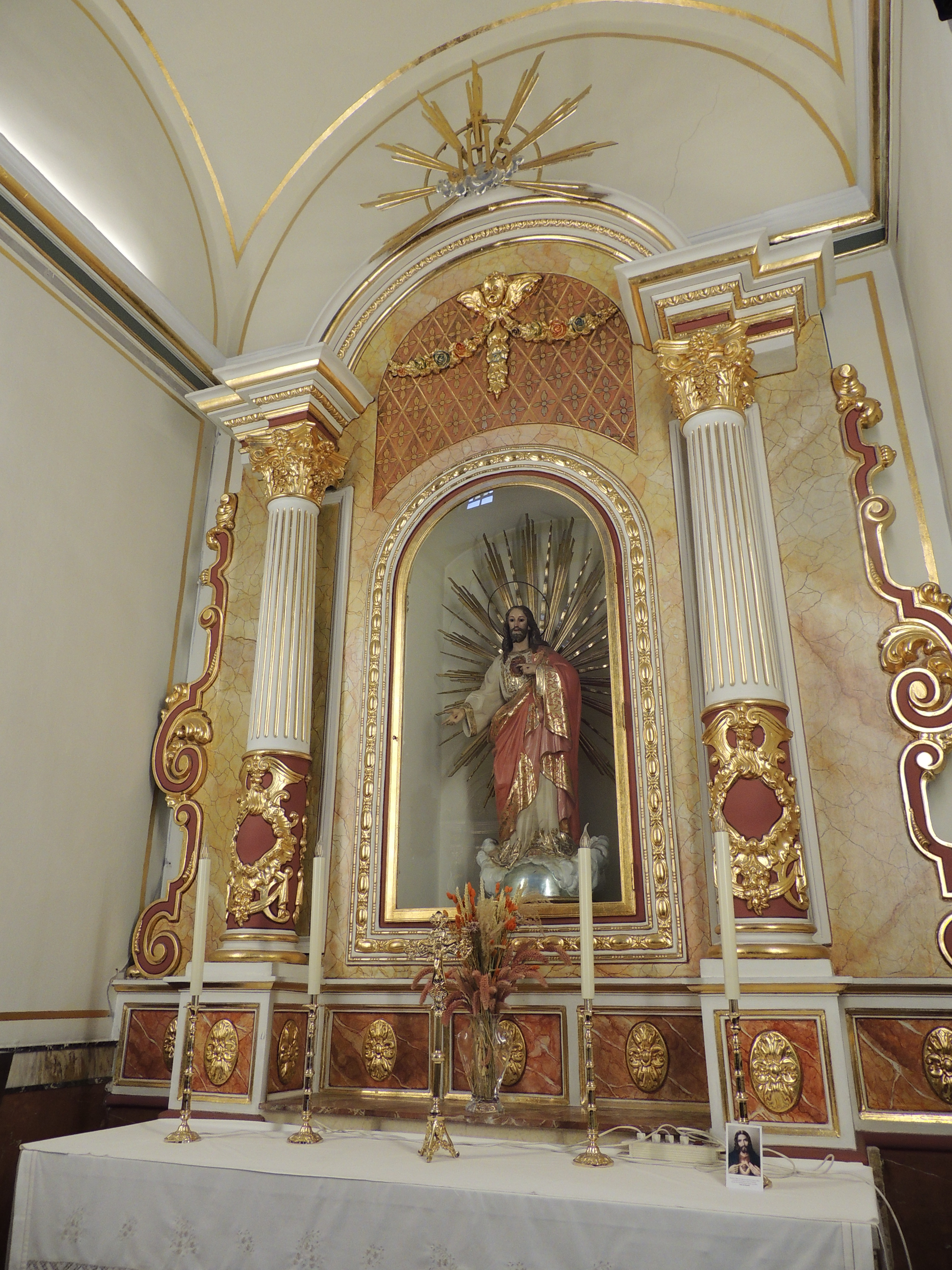
Capilla lateral
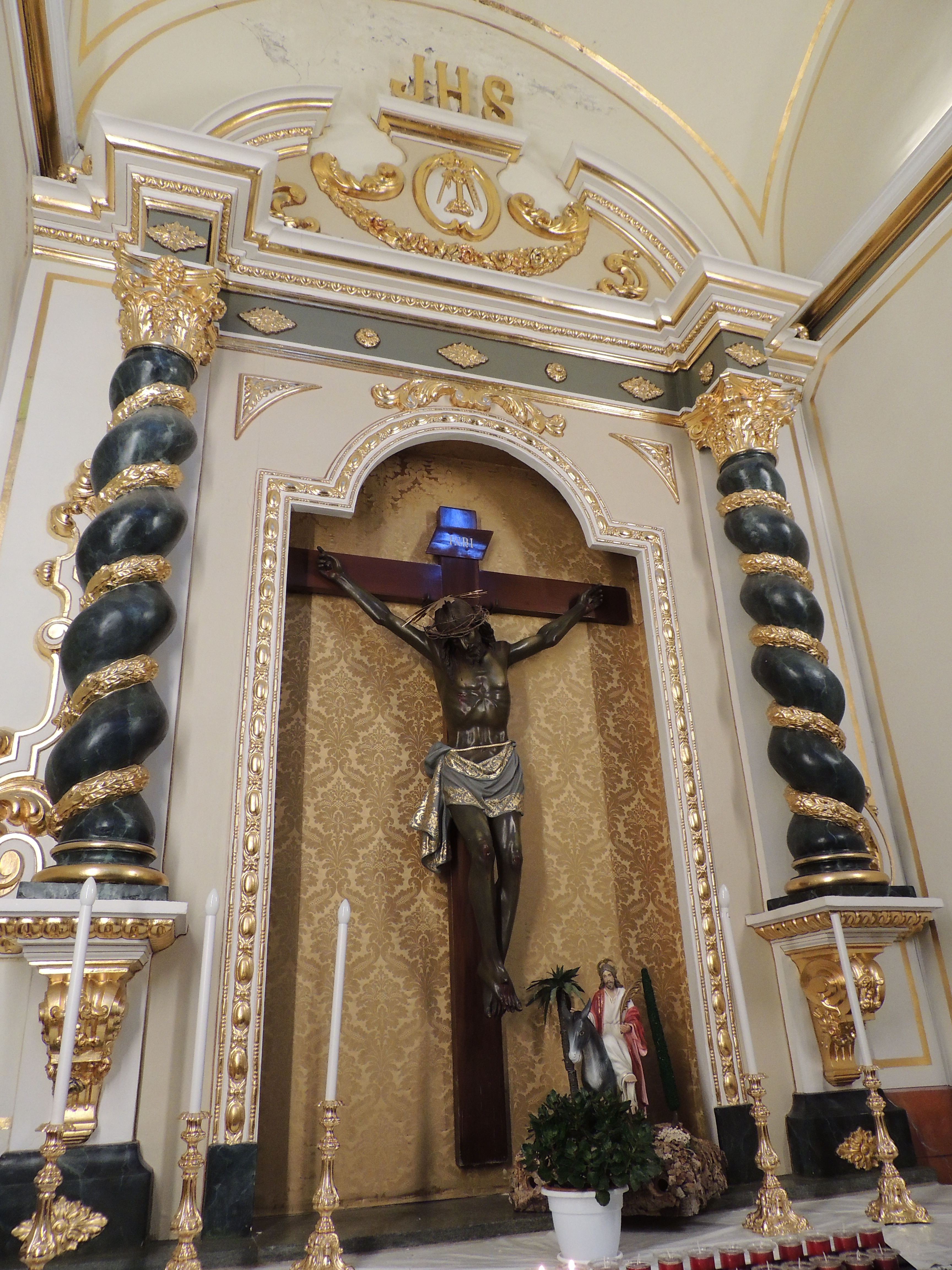
Capilla lateral
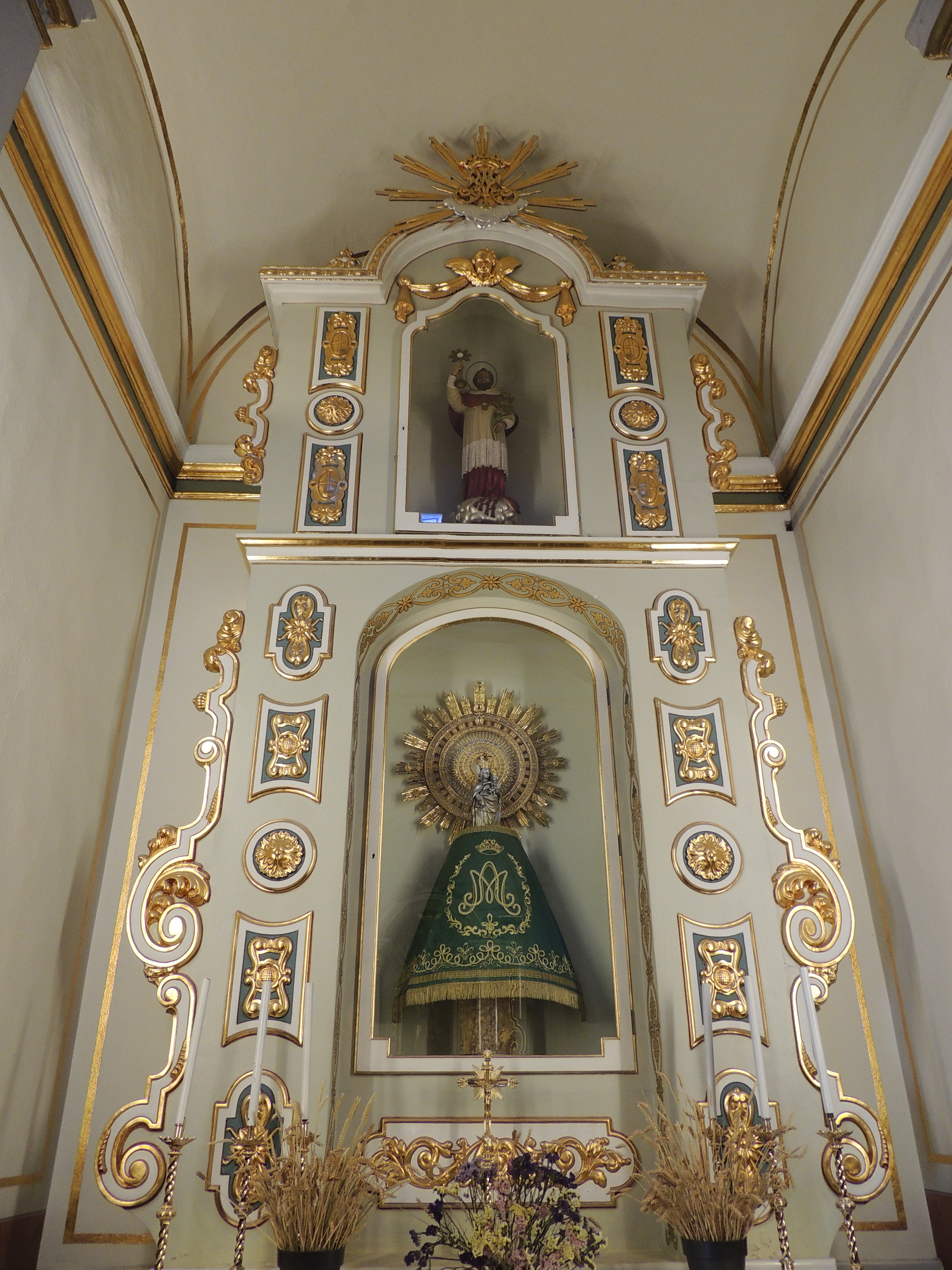
Capilla lateral
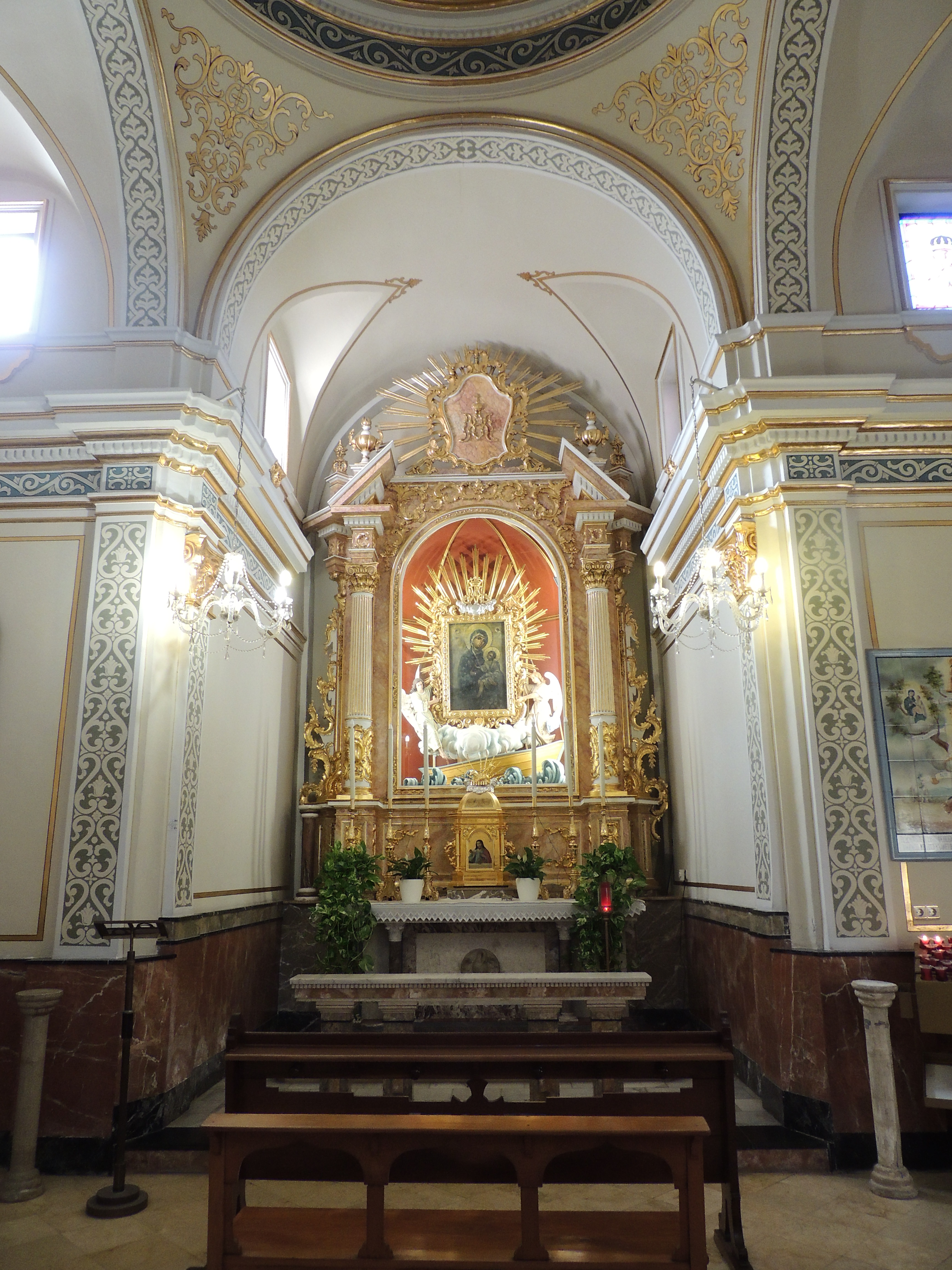
Capilla de la Virgen contra las Fiebres
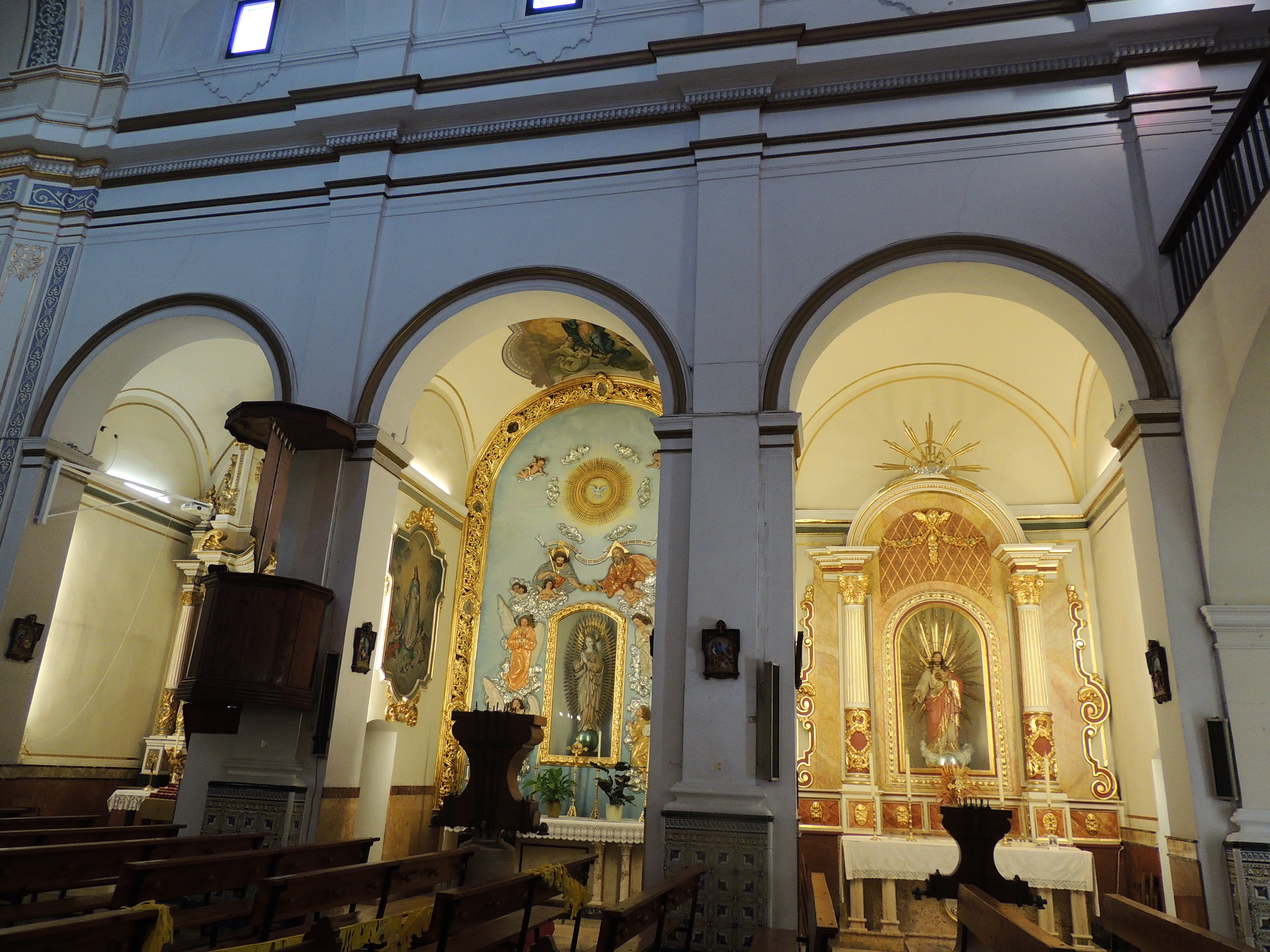
Interior
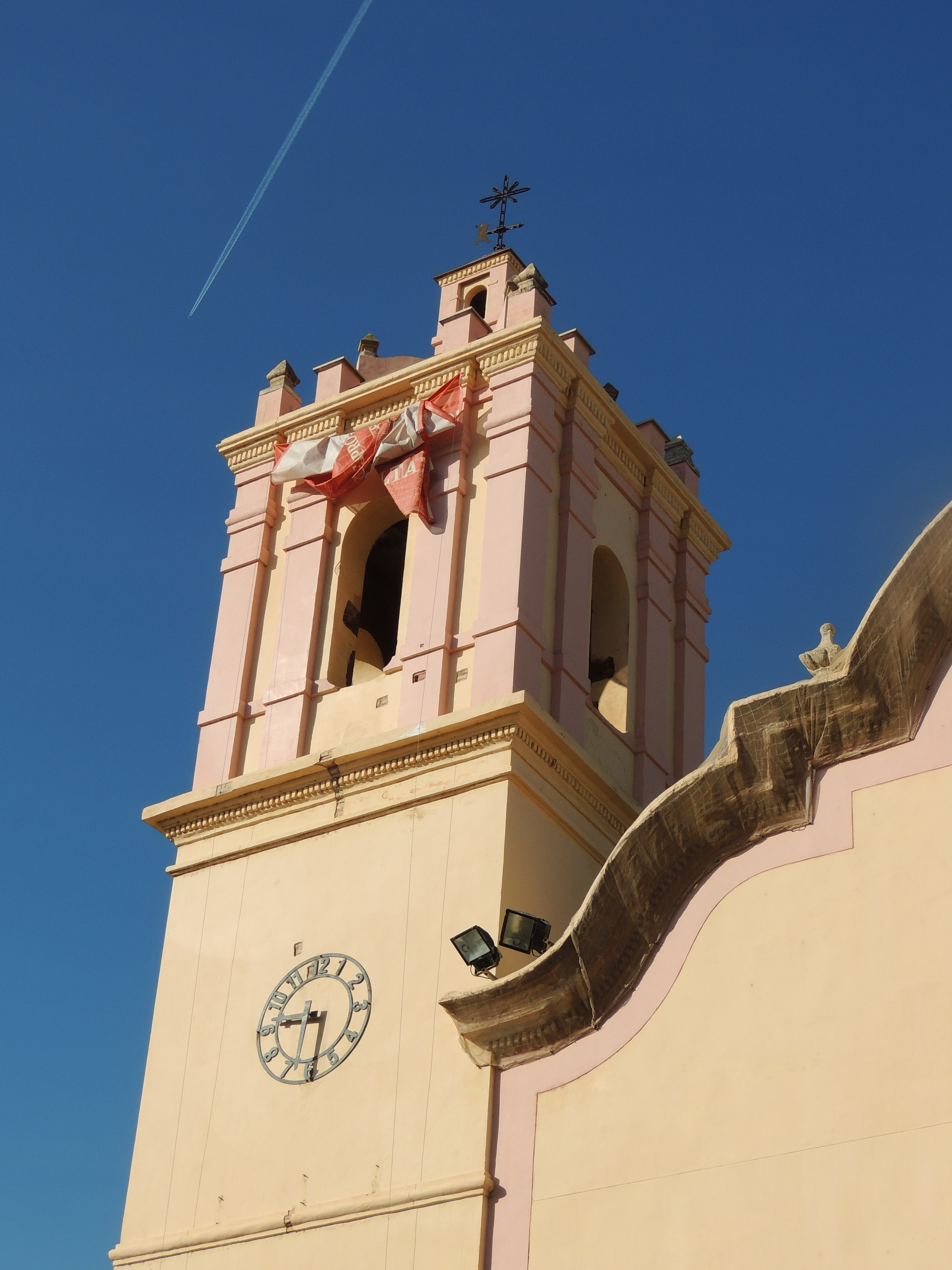
Campanario
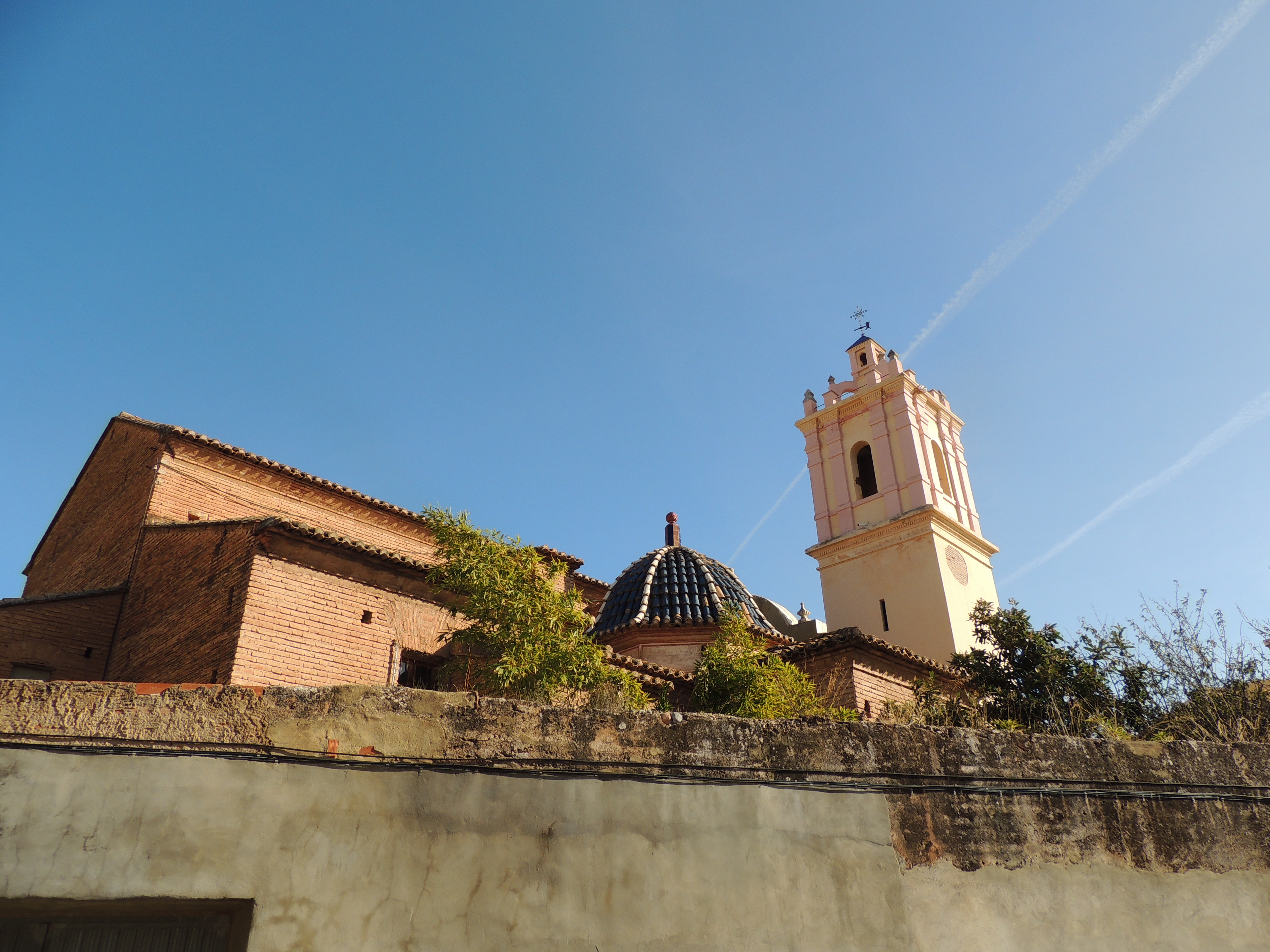
Exterior
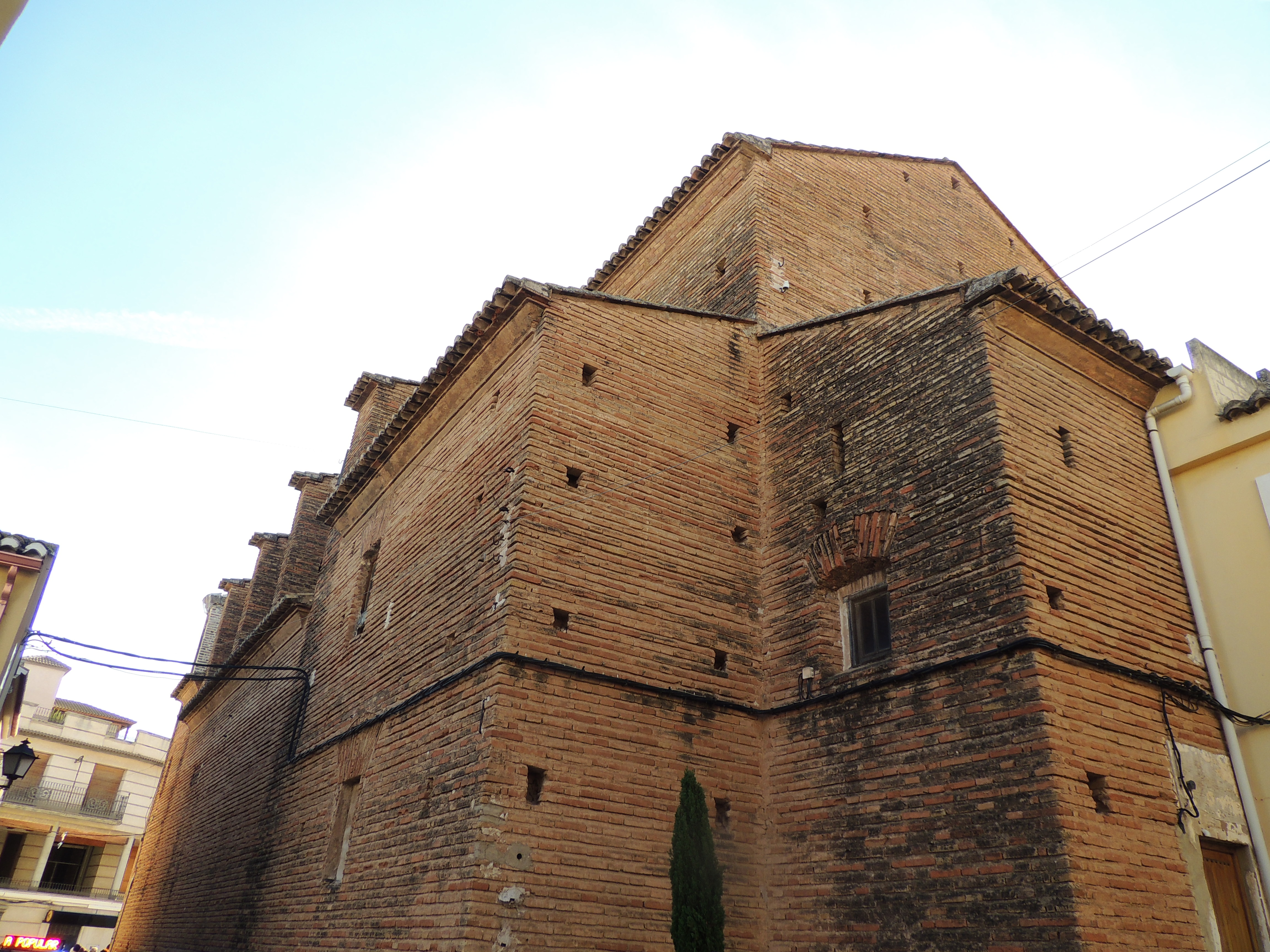
Exterior